# Dominique Sanda

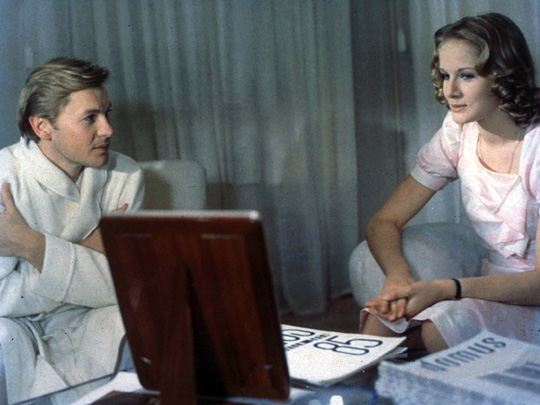
Dominique Sanda cu Helmut Berger în Grădinile familiei Finzi Contini (1970)

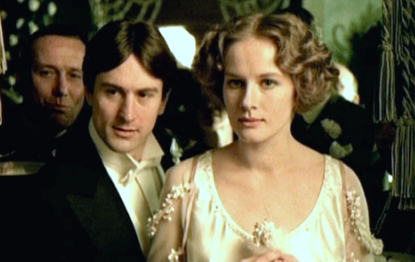
Dominique Sanda cu Robert De Niro în 1900 (1976)

Dominique Sanda  pe numele întreg Dominique Marie-Françoise Renée Varaigne (n. 11 martie 1951, Paris, Île-de-France, Franța)  este o actriță de fim și de teatru, fost fotomodel franceză. În ciuda răcelii, stranietății si discreției sale, pentru care a fost comparată cu florile de magnolia, joacă adesea personaje înzestrate cu o senzualitate misterioasă.
Printre cele mai cunoscute filme ale sale se numără Grădinile familiei Finzi Contini (1970), Omul lui Mackintosh (1973), Rosenemil - O tragică iubire (1972).

## Biografie
Inițial fotomodel, Dominique Sanda a jucat primul ei rol într-un film de Robert Bresson, Sfioasa (1969), o ecranizare după povestirea omonimă din 1876 a lui Dostoievski. Sanda a câștigat faima internațională prin rolul principal al doamnei bisexuale Anna Quadri în Conformistul (1970) de Bernardo Bertolucci. În același an, actrița a fost distribuită de Vittorio de Sica în Grădinile familiei Finzi Contini.
În 1976 a jucat rolul Ada în epopeea internațională a lui Bernardo Bertolucci 1900 (alături de Robert De Niro, Gérard Depardieu, Burt Lancaster, Donald Sutherland, Stefania Sandrelli, Alida Valli și alții) și rolul Irene în Moștenirea Ferramonti, de Mauro Bolognini, pentru care a primit Prix d'interprétation féminine la Festivalul de Film de la Cannes în 1976.
Alte succese au fost Fără un mobil aparent (1971), Dincolo de bine și de rău (1976) și O cameră în oraș (1982) de Jacques Demy.
Dominique Sanda a apărut mai ales în producții de film și televiziune italo-franceze. La televiziune a jucat printre altele rolul Inessei Armand în Trenul de Damiano Damiani (1988). Unul dintre ultimele sale succese majore în film este thrillerul Râuri de purpură (2000).
Din 1997, Sanda locuiește în Uruguay și Argentina. 
Este mama lui Yann Marquand, născut la Paris în 1972, din unirea sa cu actorul și regizorul Christian Marquand.
S-a căsătorit la Paris pe 8 ianuarie 2000, cu Nicolae Cutzarida, un academician de origine română, tatăl actorului argentinian Ivo Cutzarida, cu care locuiește de atunci în Argentina.

## Filmografie selectivă

### Cinema
- 1969 Sfioasa (Une Femme douce), regia Robert Bresson
- 1969 Prima dragoste (Erste Liebe), regia Maximilian Schell
- 1970 Conformistul (Il conformista), regia Bernardo Bertolucci
- 1970 Grădinile familiei Finzi Contini (Il giardino dei Finzi Contini), regia Vittorio De Sica
- 1970 La notte dei fiori regia Vittorio Baldi
- 1971 Fără un mobil aparent (Sans mobile apparente), regia Philippe Labro
- 1973 Obiect imposibil (Story of a Love Story), regia John Frankenheimer
- 1973 Omul lui Mackintosh (The Mackintosh Man), regia John Huston
- 1974 Lupul de stepă (Steppenwolf), regia Fred Haines
- 1974 Grup de familie în interior (Gruppo di famiglia in un interno), regia Luchino Visconti
- 1976 1900 (Novecento), regia Bernardo Bertolucci
- 1976 Moștenirea Ferramonti (L'eredità Ferramonti), regia Mauro Bolognini
- 1977 Dincolo de bine și de rău (Al di là del bene e del male), regia Liliana Cavani
- 1977 Close up: Dominique Sanda ou le rêve éveillé, regia Louis Malle
- 1977 L'ultima odissea (Damnation Alley), regia Jack Smight
- 1979 Cântarea lui Roland (La Chanson de Roland), regia Frank Cassenti
- 1979 Utopia, regia Iradj Azimi
- 1979 Le Navire Night, regia Marguerite Duras
- 1980 Caboblanco, regia J. Lee Thompson
- 1980 Un dolce viaggio (Le Voyage en douce), regia Michel Deville
- 1981 Aripi de porumbiță (Les Ailes de la colombe), regia Benoît Jacquot
- 1982 O cameră în oraș (Une Chambre en ville), regia Jacques Demy (film muzical)
- 1984 Le Matelot 512, regia René Allio
- 1986 Corps et biens, regia Benoît Jacquot
- 1987 Cerșetorii (Les Mendiants), regia Benoît Jacquot
- 1987 Le lunghe ombre, regia Gianfranco Mingozzi
- 1989 Într-o noapte cu clar de lună (In una notte di chiaro di luna), regia Lina Wertmüller
- 1990 Tolgo il disturbo, regia Dino Risi
- 1990 Yo, la peor de todas, regia María Luisa Bemberg
- 1990 Călătoria (El viaje), regia Fernando Ezequiel Solanas
- 1992 Rosenemil - O tragică iubire (Rosen von Emil), regia  Radu Gabrea
- 1992 Heinrich cel verde (Der grüne Heinrich), regia Thomas Koerfer
- 1993 Albert Savarus, regia Alexandre Astruc
- 1996 Der grüne Heinrich, regia Thomas Koerfer
- 1998 L'universo di Jacques Demy, regia Agnès Varda
- 1999 Garage Olimpo, regia Marco Bechis
- 2000 Râuri de purpură (Les Rivières pourpres), regia Mathieu Kassovitz
- 2014 Saint Laurent, regia Bertrand Bonello

### Televiziune
- 1981 La Naissance du jour, regia Jacques Demy (TV)
- 1988 Trenul (Il treno di Lenin), regia Damiano Damiani
- 1988 Clandestinii (Il decimo clandestino), regia Lina Wertmüller (TV)
- 1990 Voiajul terorii: Afacerea Achille Lauro (Voyage of Terror: The Achille Lauro Affair), regia Alberto Negrin (TV)
- 1990 Voglia di vivere, regia Lodovico Gasparini (TV)
- 1991 Non siamo soli, regia Paolo Poeti (TV)
- 1994 Brennendes Herz, regia Peter Patzak
- 1994 Joseph, regia Robert Young (TV)